# Phillip March's Engagement
Phillip March's Engagement è un cortometraggio muto del 1913. Il nome del regista non viene riportato nei credit.

## Trama
Sia Phillip March che Mary Adams, che dovrebbero sposarsi anche se non si conoscono, sono infastiditi dal loro fidanzamento e decidono, uno all'insaputa dell'altra, di andarsene in vacanza nello stesso luogo. Lì, i loro bagagli verranno confusi da un facchino ubriaco che manderà le valigie di Phillip da Mary e quelle di Mary da Phillip.

## Produzione
Il film fu prodotto dalla Essanay Film Manufacturing Company.

## Distribuzione
Distribuito dalla General Film Company, il film - un cortometraggio di una bobina - uscì nelle sale cinematografiche USA il 6 giugno 1913.